# 藥品專利池
藥品專利池（英語：Medicines Patent Pool，縮寫：MPP）是一個由聯合國支持的國際公共衛生組織，成立於2010年7月，總部位於瑞士日內瓦。其設立的目標是要為中低收入國家，提高獲取救命藥品的機會。藥品專利池通過商業模式，與民間組織、國際組織、各國政府、工業機構、患者團體及其他利益攸關方共同合作，優先開發及提供生產藥品所需的許可，匯集知識產權，鼓勵生產仿製藥及開發新配方，使中低收入國家能夠以負擔得起的價格，獲得防治愛滋病、結核病、丙型肝炎及2019冠状病毒病等疾病的藥品。國際藥品採購機制是藥品專利池的創建機構及主要出資者。

## 組織架構
藥品專利池設有兩個理事機構，一個是由9名成員組成的執行委員會，另一個是由12名成員組成的專家諮詢小組，亦會與特設專家進行合作。執行委員會的現任主席是世衛組織前衛生系統和創新助理幹事Marie-Paule Kieny。

## 合作項目
截至2021年11月，藥品專利池已經與12個專利持有人簽署許可協議，包括13項愛滋病抗逆轉錄病毒藥物、1種愛滋病技術平台、3種丙型肝炎抗病毒藥物、1種結核病治療方法、1種長效技術、2種2019冠状病毒病口服藥（Paxlovid、莫努匹韋），以及1種供2019冠状病毒病血清抗體檢驗技術。
2022年10月，諾華與藥品專利池簽署血癌標靶藥尼洛替尼的授權協議。

## 外部連結
- 藥品專利池官方網站 （页面存档备份，存于）